# الصليب الأحمر في بوليفيا
الصليب الأحمر في بوليفيا (بالإسبانية:Cruz Roja Boliviana) ، أنشئت جمعية الصليب الأحمر البوليفية سنة 1880م ، وتقع مقرها الرئيسي في العاصمة لاباز.

## وصلات خارجية
- Bolivian Red Cross
- Official Red Cross Web Site

‌